# 白鳥西インターチェンジ
白鳥西インターチェンジ（しろとりにしインターチェンジ）は、岐阜県郡上市にある中部縦貫自動車道（油坂峠道路）のインターチェンジである。
油坂峠道路は、白鳥ICでは東海北陸道とのみ接続しているので、福井・大野方面から白鳥町内へ向かう場合は当ICで降りなければならない。

## 道路
- E67 中部縦貫自動車道（油坂峠道路）

## 料金所
有料道路時代は、白鳥IC、油坂出入口で支払う仕組みだった為、このICにはもともと料金所施設が存在しなかった。

## 沿革
- 1999年（平成11年）
  - 4月26日 : 油坂出入口 - 白鳥西IC間開通に伴い供用開始。
  - 11月1日 : 白鳥西IC - 白鳥IC/JCT間開通。
- 2005年（平成17年）9月30日 : 無料開放。

## 接続する道路
- 国道158号

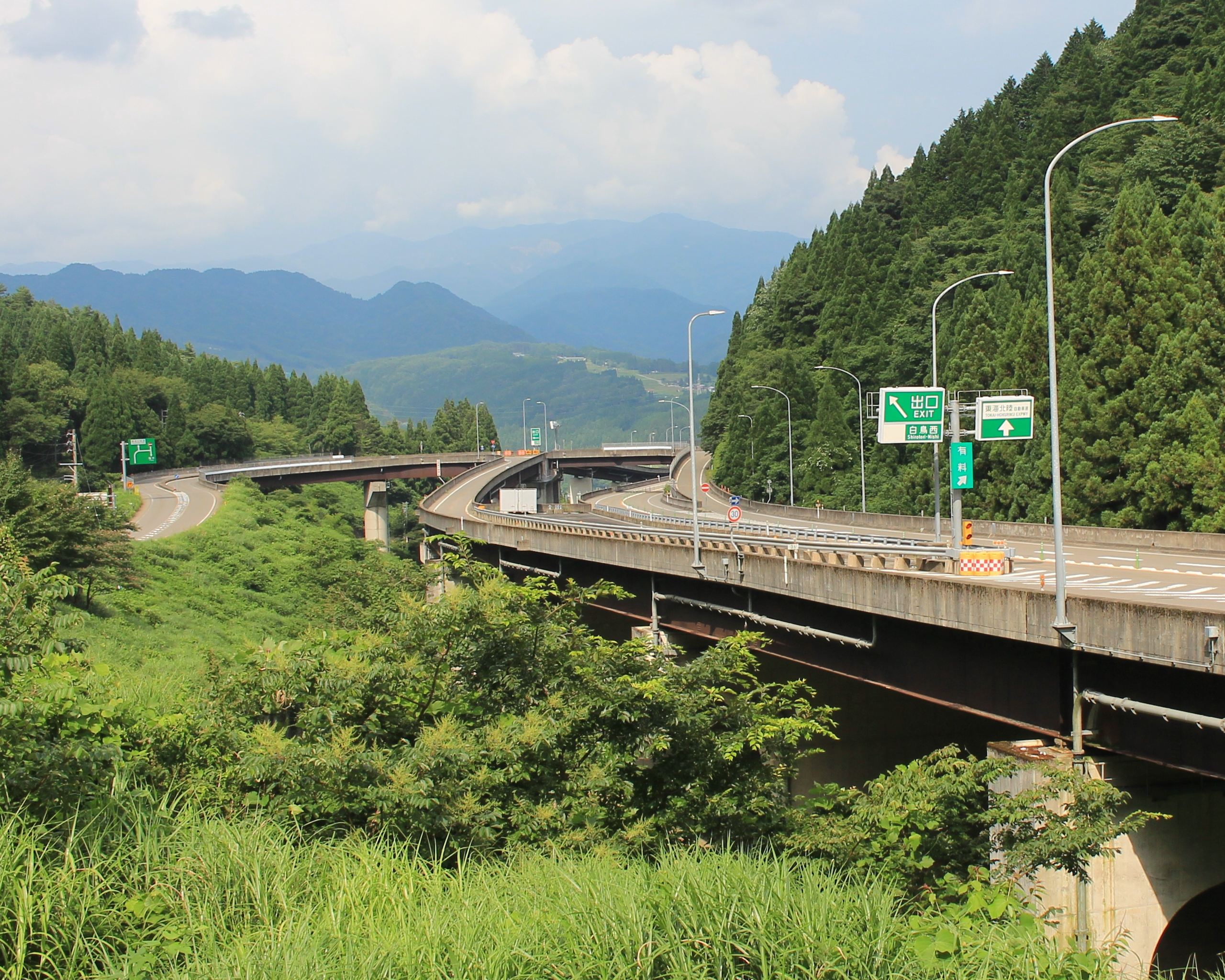
近景
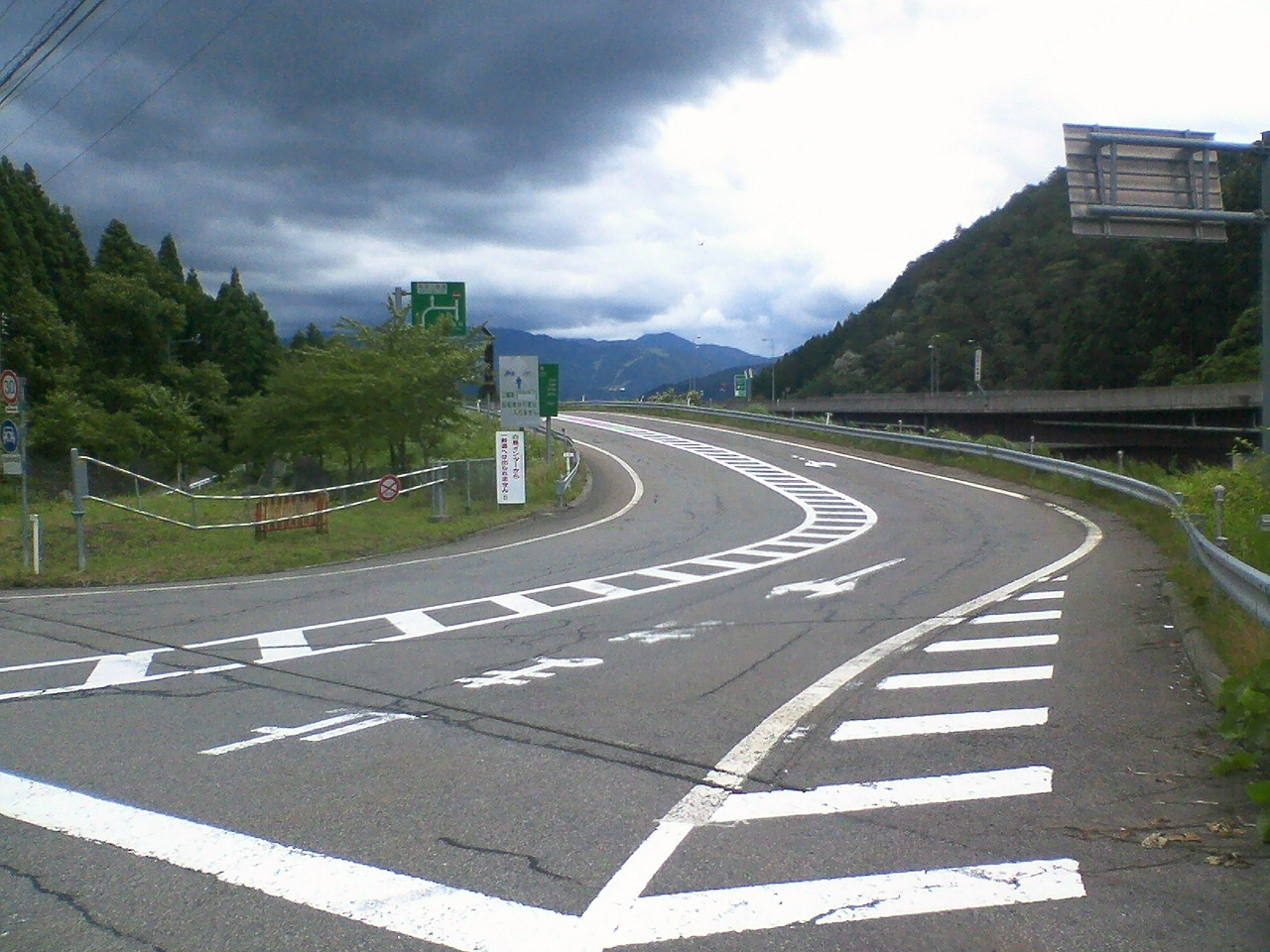
白鳥西インターチェンジ出入口で国道158号に接続する

## 隣
E67 中部縦貫自動車道（油坂峠道路）
(10) 白鳥IC - 白鳥西IC - 油坂出入口